# Drikung kagyü

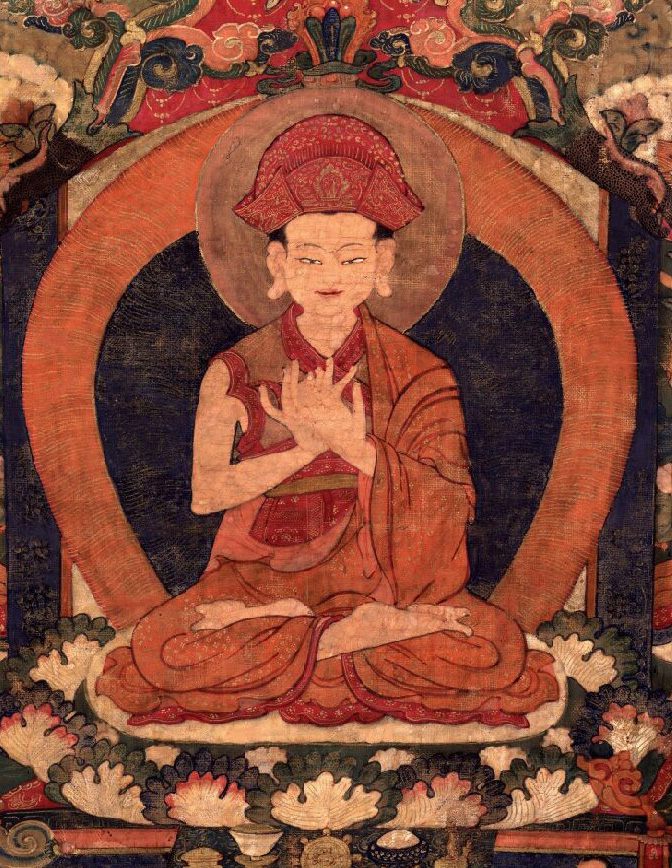
Dzsigten Szumgon, a drikung kagyü alapítója

A drikung kagyü (wylie: bri-gung bka'-brgyud) a tibeti buddhizmusban a kagyü iskola nyolc „kis” hagyományvonala közül az egyik. A nagy vonalak azokra a vonalakra vonatkoznak, amelyeket közvetlenül Gampópa (1079-1153) tanítványai indítottak. A „kis” hagyományvonalakat Phagmodrupa (1110-1170) tanítványai indították.

## Története
Az összes kagyü vonalhoz hasonlóan a drikung kagyü eredete Tilopa indiai buddhista mesterhez vezethető vissza, aki a tanításait Mahásziddha Náropának adta tovább, aki a 10-11. század körül élt. A drikung kagyüt a Kjura klánhoz tartozó Dzsigten Szumgön (1143-1217) alapította, aki Phagmodrupa tanítványa volt. Egy korabeli beszámoló szerint Dzsigten Szumgön tanításaira általában több mint 100 000 ember gyűlt össze – egyszer például 130 000-en voltak kíváncsiak a tanításokra.

## Kolostorok
A drikung kagyü első és legfőbb kolostora a Drikung Thil kolostor, amelyet 1179-ben alapított Dzsigten Szumgön, Lhászától 150 km-re északkeletre.
Az Ü-Cangban található Drikung-völgyön kívül a drikung kagyü iskola jelentős mértékben van jelen Tibet nyugati részén, Khamban és  Ladakban. A tibeti buddhizmus két fontos szenthelye, Cari és Lapcsi, szintén fontos drikung kagyü területek. A Ladakban található legfőbb drikung kagyü kolostorok a Phjang és a Lamajuru kolostor, ezen kívül az iskolának mintegy 50 kolostora található még Ladak régióban.